# Nanostaafjes
Nanostaafjes is de benaming voor een bepaald soort van nanoschalige voorwerpen. Dit betekent dat de grootte van deze voorwerpen wisselt van 1 tot 100 nanometer. Ze kunnen samengesteld worden uit metalen of halfgeleidende materialen. De standaard verhouding tussen breedte en hoogte van nanostaafjes is 3:5. Ze worden geproduceerd door middel van onmiddellijke chemische synthese. Een combinatie van liganden functioneert als controlemiddel voor de vorm en bindt zich aan de verschillende facetten van het nanostaafje met verschillende sterkte. Dit maakt het mogelijk dat verschillende kanten van het nanostaafje kunnen groeien met een verschillend tempo, wat een langwerpig voorwerp tot gevolg heeft.
Er zijn diverse toepassingen voor nanostaafjes, gaande van display technologieën (de reflectiviteit van de staafjes kan veranderd worden door hun oriëntatie te wijzigen door middel van een elektrisch veld) tot microschakelaars.